# Państwowe Muzeum na Majdanku

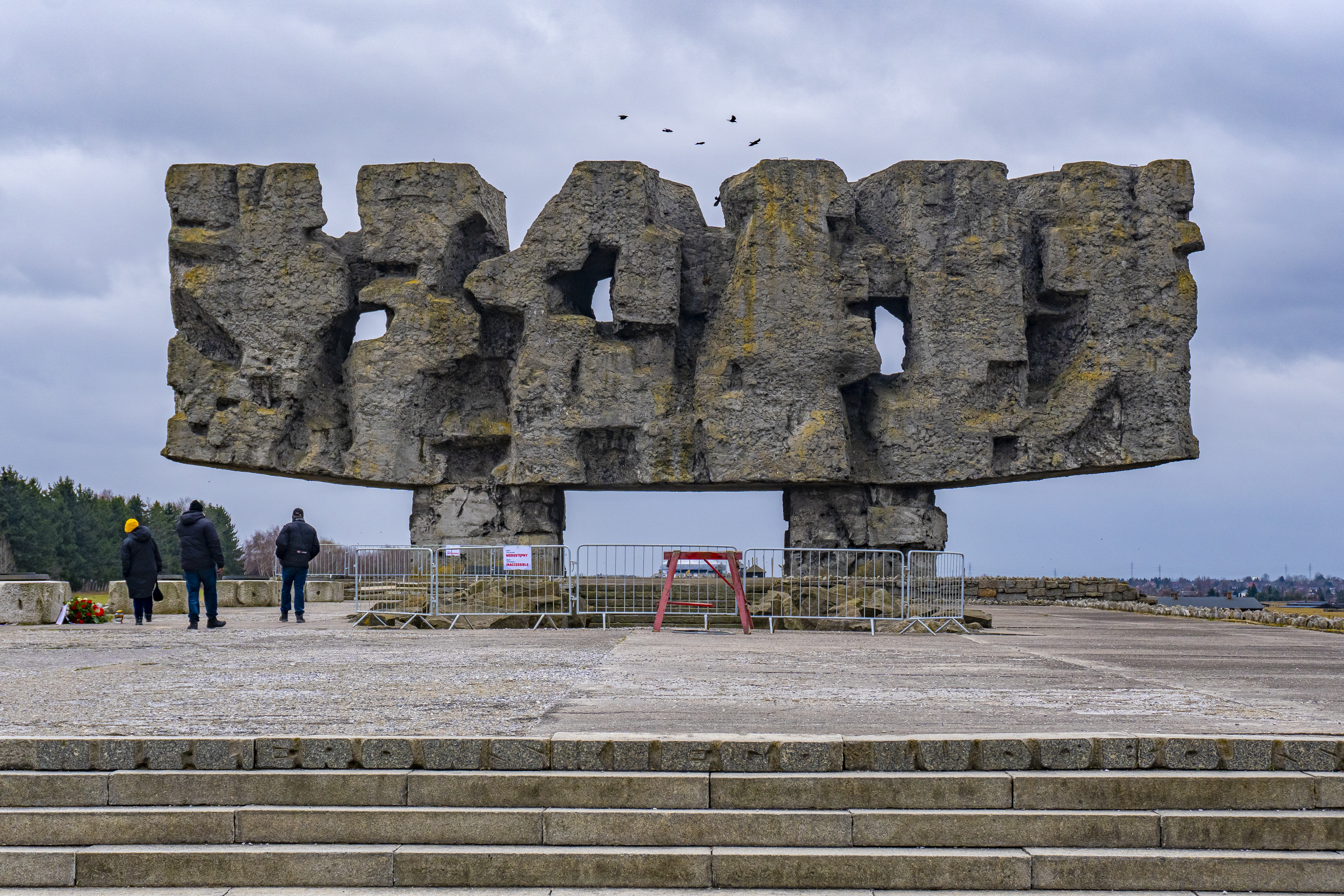
Pomnik Walki i Męczeństwa według projektu Wiktora Tołkina

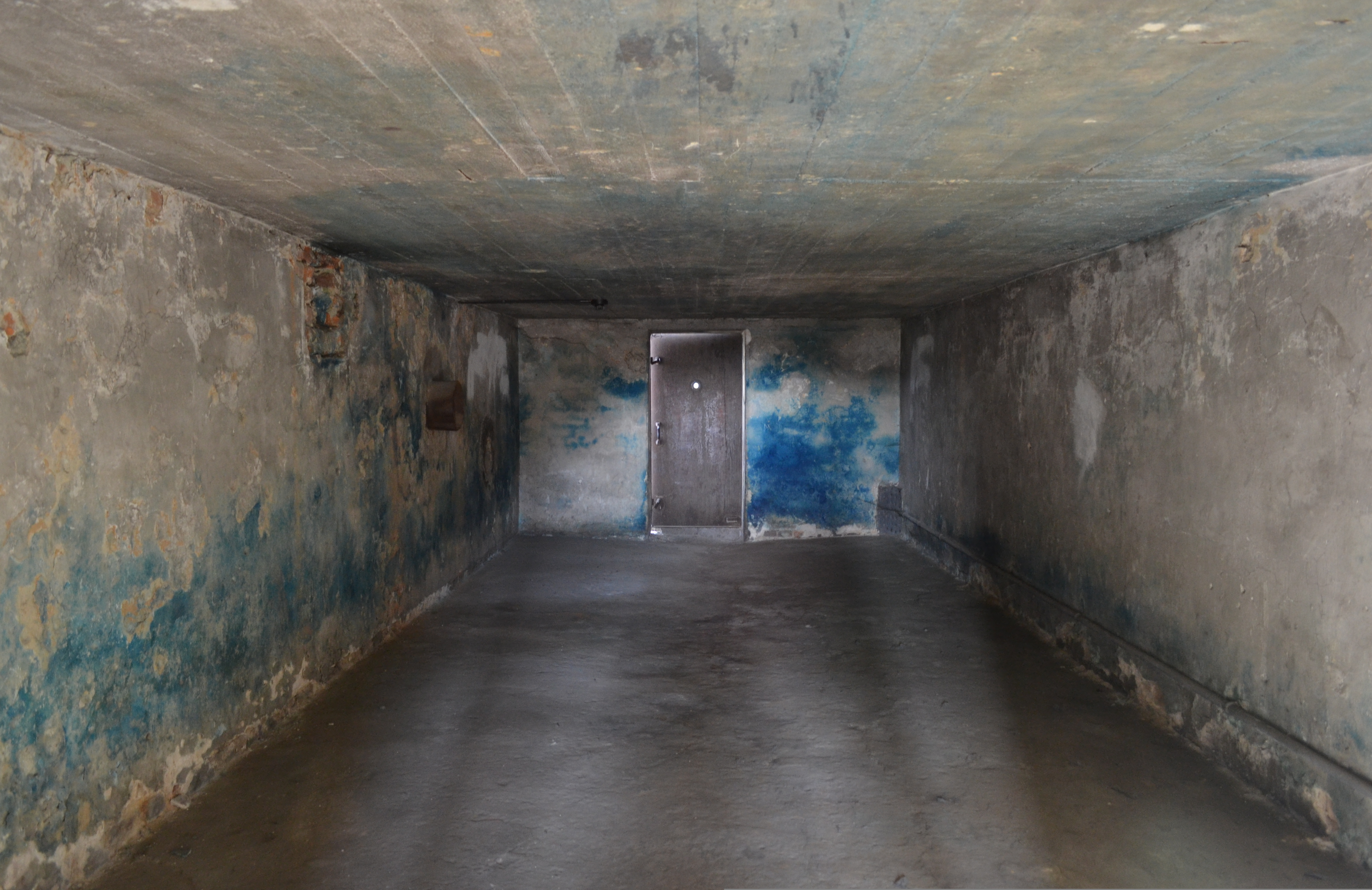
Jedna z komór gazowych. Na ścianach widoczne ślady po Cyklonie B

Państwowe Muzeum na Majdanku – Niemiecki Nazistowski Obóz Koncentracyjny i Zagłady (1941–1944)  – muzeum martyrologiczne powstałe w 1944 r. na terenie dawnego nazistowskiego obozu koncentracyjnego KL Lublin. Jest instytucją podległą bezpośrednio Ministerstwu Kultury i Dziedzictwa Narodowego. Muzeum prowadzi działalność wystawienniczą, edukacyjną i naukową. Od 2004 roku oddziałem zamiejscowym PMM jest Muzeum – Miejsce Pamięci w Bełżcu, a od 2012 roku – Muzeum Byłego Obozu Zagłady w Sobiborze.
Muzeum jest zorganizowane na części dawnego obozu (ok. 90 ha). Wśród najważniejszych jego zabytków jest częściowo zachowana część gospodarcza, III pole obozu więźniarskiego, budynki łaźni wraz z komorami gazowymi, budynki „nowego” i „starego” krematorium. Teren miejsca pamięci obejmuje także kompleks Pomnik Walki i Męczeństwa na Majdanku autorstwa Wiktora Tołkina. Szczególnie bogate są zgromadzone i przechowywane archiwa poobozowe i zbiór muzealiów. Na terenie Muzeum zainstalowana jest stała wystawa główna oraz organizowane są wystawy czasowe.
Od 29 czerwca 2018 r. pełna nazwa instytucji brzmi „Państwowe Muzeum na Majdanku. Niemiecki Nazistowski Obóz Koncentracyjny i Zagłady (1941-1944)”.

## Działalność
Muzeum jest zorganizowane w schemat kilkudziałowy, wśród których istotną funkcję pełnią Dział Naukowy, Dział Muzealiów, Dział Wystawienniczy oraz Archiwum. Za prowadzenie działalności popularyzacyjnej, edukacyjnej oraz za usługi przewodnickie odpowiedzialne jest Centrum Obsługi Zwiedzających i Dział Edukacji.
W muzealnym archiwum znajduje się ponad 180 metrów bieżących akt, z czego 1/5 pochodzi z okresu II wojny światowej.

## Historia
W pierwszych latach swojej działalności Muzeum skupiało się głównie na pracach związanych z konserwacją i rekonstrukcją obiektów historycznych, a także poszukiwaniem i porządkowaniem dokumentów z okresu funkcjonowania obozu. W 1945 roku otwarto pierwszą muzealną wystawę stałą. W tym czasie zorganizowano także Tydzień Majdanka, którego głównym celem było upamiętnienie ofiar KL Lublin, ale w późniejszych okresach przybierał on też formę wieców antywojennych i podporządkowany był celom propagandowym. Przystąpiono również do realizacji pierwszego planu zagospodarowania przestrzennego Muzeum, w ramach którego zabezpieczono prochy ofiar obozu.
Lata 50. XX wieku stały pod znakiem intensywnej działalności popularyzatorskiej – organizowano odczyty i wystawy objazdowe. Rozpoczęto także kwerendy archiwalne, które położyły podstawy pod prowadzone na szeroką skalę od lat 60. XX wieku badania naukowe. Już w 1965 roku zaowocowały one wydaniem I tomu „Zeszytów Majdanka”. W tym czasie realizowano również kolejny projekt zagospodarowania przestrzennego Muzeum, którego istotną częścią stał się Pomnik Walki i Męczeństwa – jeden z najbardziej rozpoznawalnych elementów krajobrazu Lublina.
Nawiązanie bliskich kontaktów z byłymi więźniami Majdanka było efektem konkursów na pamiętniki i pamiątki z okresu okupacji. W latach 70. i 80. XX wieku byli oni gośćmi licznych sesji naukowych poświęconych dziejom obozu na Majdanku i okupacji niemieckiej na Lubelszczyźnie organizowanych przez PMM, przystąpiono także do nagrywania ich wspomnień. Dużą popularnością cieszyły się wystawy sztuki współczesnej z zakresu m.in. malarstwa i grafiki. W latach 1983–2004 PMM organizowało je w ramach Międzynarodowego Triennale Sztuki.
9 czerwca 1987 w ramach trzeciej pielgrzymki do ojczyzny muzeum odwiedził Jan Paweł II. Plan pobytu obejmował przylot na Majdanek, modlitwę przy prochach pomordowanych w Mauzoleum i spotkanie z byłymi więźniami.
Lata 90. XX wieku otworzyło wydanie monografii obozu „Majdanek 1941–1944”. Od kilkunastu lat badania naukowe pracowników Muzeum koncentrują się już nie tylko na historii KL Lublin, ale także praktyce muzealnej, zwłaszcza edukacji w miejscach pamięci. W kręgu zainteresowania historyków znalazła się również tematyka zagłady Żydów w Generalnym Gubernatorstwie, tym bardziej że Muzeum na Majdanku sprawuje opiekę nad obszarami byłych obozów zagłady w Bełżcu (od 2004) i Sobiborze (od 2012). Podobnej tematyce, a także prezentacji zbiorów muzealnych, podporządkowane były wystawy zorganizowane w ciągu ostatnich lat, wśród których na szczególne wymienienie zasługuje najnowsza ekspozycja historyczna „Więźniowie Majdanka”.
W nocy z 9 na 10 sierpnia 2010 na terenie muzeum wybuchł pożar, w wyniku którego spłonął jeden z baraków. Według dyrekcji muzeum, spaleniu uległo ponad siedem tysięcy par butów byłych więźniów, które były tam zgromadzone.
6 sierpnia 2024 Ministerstwo Kultury i Dziedzictwa Narodowego jako organizator muzeum ogłosiło zamiar rozpisania konkursu na stanowisko jego dyrektora.

## Dyrektorzy
- (1944 – ?)
- Edward Balawejder (1991–2007)[9]
- Tomasz Kranz (od 2007)[10]

## Upamiętnienie
W XXV rocznicę wyzwolenia Majdanka na terenie byłego obozu stanął monumentalny pomnik, poświęcony ofiarom nazizmu, autorstwa inż. arch. Wiktora Tołkina. Monument składa się z dwóch głównych części: pomnika-bramy oraz wielkiego mauzoleum zawierającego prochy ludzkie z terenów obozowych. Muzeum opiekuje się również wielkim archiwum pozostałym po administracji SS oraz zbiorem muzealiów.

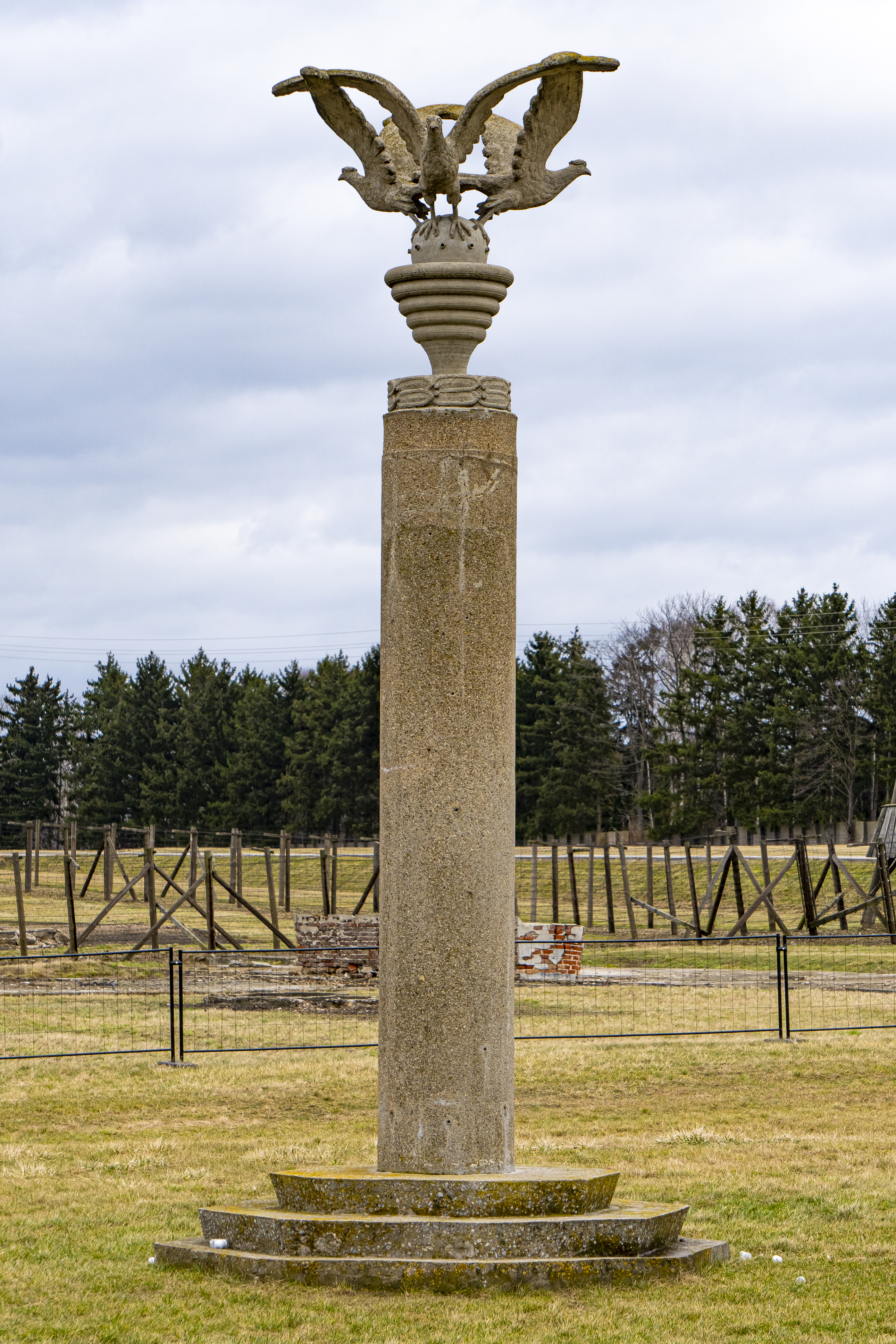
Kolumna Trzech Orłów

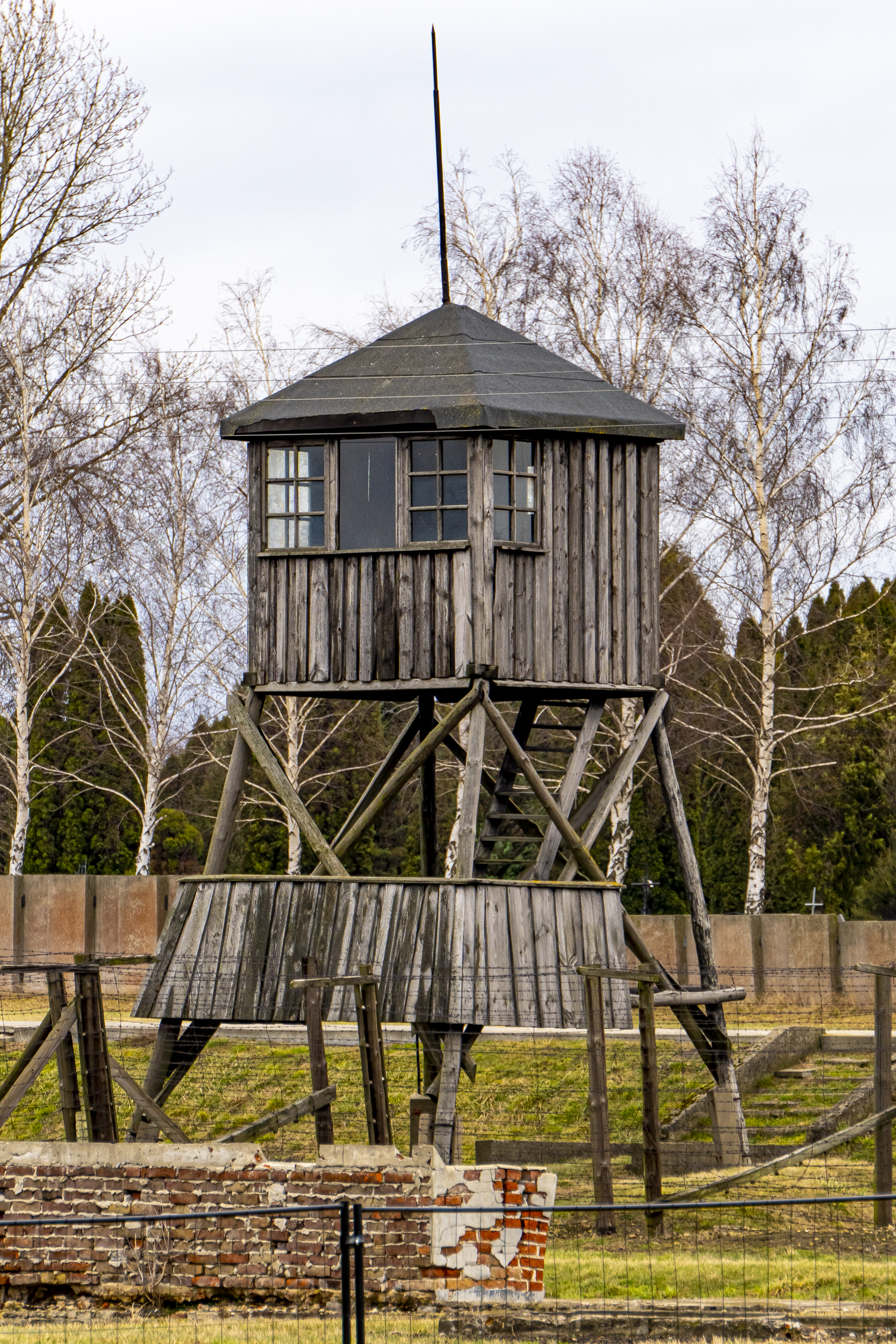
Jedna z wież strażniczych

23 lipca 1999 otwarto w baraku 47 instalację artystyczną „Shrine” autorstwa Tadeusza Mysłowskiego. Instalacja jest hołdem dla bezimiennych ofiar Majdanka. Składa się z elementów rzeźbiarskich, graficznych i słowno-muzycznych. Centralnym elementem jest kompozycja przestrzenna z kulistych brył wykonanych z drutu kolczastego. Całość zamyka graficzna kompozycja nawiązująca do ikonostasu. Przed nią znajduje się symboliczna „Księga Klepsydr” z nazwami 52 narodowości więźniów obozu. Całość dopełnia muzyka skomponowana przez Zbigniewa Bargielskiego, przeplatana odgłosem modlitw w języku hebrajskim, starocerkiewnym i polskim.

### Kolumna Trzech Orłów
Wiosną 1943 roku, w niemieckim obozie na Majdanku, rozegrała się tzw. akcja upiększania obozu, znana również jako "Schmücke dein Heim". W ramach tego przedsięwzięcia dokonano pozornych zmian mających stworzyć iluzję normalności w brutalnych warunkach obozu. Stare puszki po konserwach zastąpiono miskami, wydano koce, a standardy siania łóżek zostały podniesione – musiały być równo złożone, co włączało również staranne wypchane słomą sienniki. Całość miała jedynie udawać poprawę warunków życia więźniów przed nadchodzącą inspekcją Międzynarodowego Czerwonego Krzyża.
Albin Maria Boniecki, więzień obozu, postanowił wykorzystać tę sytuację i zaproponował władzom obozu stworzenie monumentalnej kolumny na III polu. Dla więźniów jednak prawdziwym celem było ratowanie skrajnie wycieńczonych współwięźniów. Wspólnie z inżynierem Stanisławem Zelentem i lekarzem Romualdem Sztabą Boniecki uruchomił tajne przedsięwzięcie, które miało na celu ukrycie najbardziej wymagających więźniów i umożliwienie im regeneracji podczas pozorowanych prac.
Kolumna, wykonana z sześciometrowej rury kanalizacyjnej, miała symboliczne znaczenie. Została postawiona na sześciokątnym cokole z trzema stopniami, a jej zwieńczenie stanowiła urna opleciona wieńcem laurowym, z której wznoszą się trzy pół-gołębie, pół-orły. Symbolika ptaków niosła przesłanie o wolności, sile i jedności, a także była hołdem złożonym ofiarom obozu. Wewnątrz kolumny umieszczono blaszane pudełko wypełnione prochami zmarłych więźniów, tworząc tym samym pierwsze mauzoleum ku czci ofiar Majdanka.
Po likwidacji obozu, orły na głowicy kolumny zostały zniszczone, ale dopiero w 1969 roku udało się przywrócić im pierwotną formę. Boniecki, przed swoją śmiercią, przysłał rysunek z prośbą o przywrócenie ptakom ich pierwotnego kształtu. W 2011 roku Państwowe Muzeum na Majdanku przeprowadziło kompleksową konserwację pomnika, przywracając mu pierwotny blask i szacunek dla ofiar obozu

## Frekwencja
W 2017 roku Muzeum na Majdanku zwiedziło prawie 240 tysięcy osób, z czego prawie 95 tysięcy stanowili obcokrajowcy.

## Inne
- 2 września 2009 roku Muzeum na Majdanku zostało odznaczone Złotym Medalem „Zasłużony Kulturze Gloria Artis”[13].